# Droga wojewódzka 673
Die Droga wojewódzka 673 (DW673) ist eine etwa 40 Kilometer lange Droga wojewódzka (Woiwodschaftsstraße) in der Woiwodschaft Podlachien in Polen. Die Strecke in den Powiaten Sokólski und Otwocki verbindet die Landesstraße DK19 und vier weitere Woiwodschaftsstraßen.

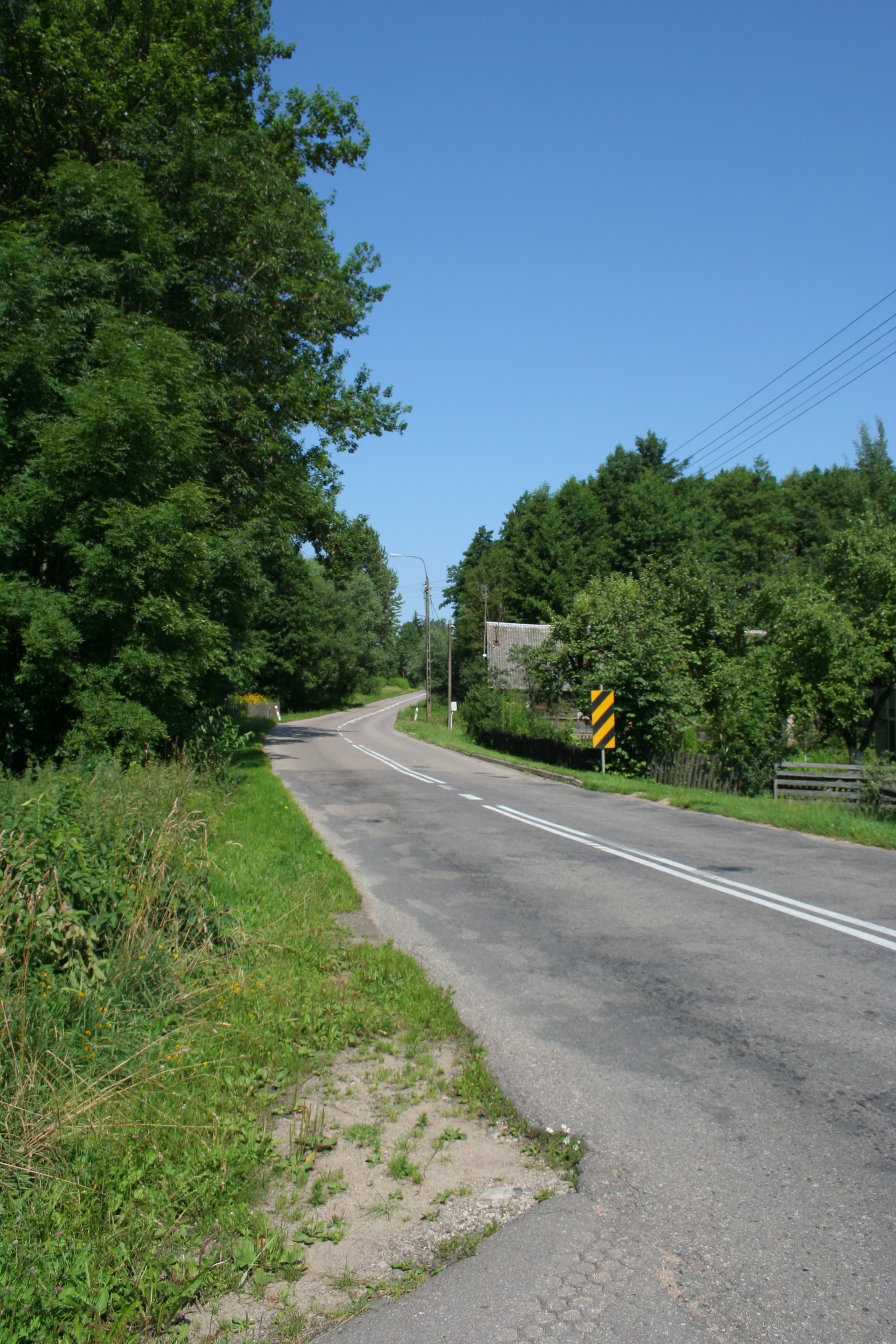
DW673 bei Bierwicha (2009)

Die Straße zweigt in Sokółka von der Landesstraße DK19 und der Woiwodschaftsstraße DW674 ab. Sie verläuft in nördlicher Richtung in etwa zehn bis 15 Kilometer Abstand zur Grenze nach Belarus. In Sokolany zweigt die DW671 ab. Nördlich von Dąbrowa Białostocka kreuzt die DW670. Nördlich von Lipsk mündet die DW673 in die DW664 ein.

## Streckenverlauf
Woiwodschaft Podlachien, Powiat Sokólski
-  Sokółka (DK19, DW674)
-  Sokolany (DW671)
-  Dąbrowa Białostocka (DW670)

Woiwodschaft Podlachien, Powiat Augustowski
-  Lipsk (DW664)